# George Gaynes
George Gaynes, nome artístico de George Jongejans (Helsinki, 16 de maio de 1917 – North Bend, 15 de fevereiro de 2016), foi um ator nascido na Finlândia e radicado nos Estados Unidos. Foi uma figura conhecida no cinema e na TV, ficando famoso ao interpretar o Comandante Eric Lassard na série "Loucademia de Polícia" e no seriado da NBC Punky Brewster, como Henry Warnimont, o pai adotivo da personagem principal.

## Carreira
George Gaynes iniciou sua carreira nos palcos da Itália e da França na década de 40 e depois da II Guerra Mundial mudou-se para os Estados Unidos, onde sua carreira continuou a ascender na década seguinte. Gaynes trabalhou também em óperas, mas sua estréia nos cinemas deu-se em 1963.
Em 1982, Gaynes interpretou o ator John Van Horn em Tootsie. De 1984 a 1988, estreou na NBC o sitcom Punky Brewster (no Brasil conhecido como Punky, a Levada da Breca), interpretando o pai adotivo de Punky, Henry Warnimont (Artur Bicudo, no Brasil). Em 1985 e 1986 também fez a dublagem do personagem no desenho animado baseado na série. No Brasil, o personagem foi dublado por Gilberto Baroli (na série animada) e Mário Jorge Montini (no seriado de vida real em 1986).
Ainda no ano de 1984, aos 67 anos, Gaynes deu vida ao Comandante Eric Lassard na série de 7 filmes Loucademia de Polícia.

## Vida pessoal
Gaynes foi casado desde 20 de novembro de 1953 com com a atriz canadense Allyn Ann McLerie, com quem teve dois filhos, Matthew Gaynes (já falecido) e Iya Gaynes. Ele faleceu aos 98 anos em sua casa em North Bend, Washington, em 15 de fevereiro de 2016. 

## Filmografia
| Ano  | Filme                                    | Papel                  | Observações |
| ---- | ---------------------------------------- | ---------------------- | ----------- |
| 2003 | Just Married                             | Father Robert          |             |
| 1997 | Wag the Dog                              | Senator Cole           |             |
| 1996 | The Crucible                             | Judge Samuel Sewall    |             |
| 1994 | Vanya on 42nd Street                     | Serybryakov            |             |
| 1994 | Police Academy: Mission to Moscow        | Cmdt. Eric Lassard     |             |
| 1989 | Police Academy 6: City Under Siege       | Cmdt. Eric Lassard     |             |
| 1988 | Police Academy 5: Assignment Miami Beach | Cmdt. Eric Lassard     |             |
| 1987 | Police Academy 4: Citizens on Patrol     | Cmdt. Eric Lassard     |             |
| 1986 | Police Academy 3: Back in Training       | Cmdt. Eric Lassard     |             |
| 1985 | Police Academy 2: Their First Assignment | Cmdt. Eric Lassard     |             |
| 1984 | Police Academy                           | Cmdt. Eric Lassard     |             |
| 1984 | Micki + Maude                            | Dr. Eugene Glztszki    |             |
| 1983 | Sou ou Não Sou                           | Ravitch                |             |
| 1982 | Tootsie                                  | John Van Horn          |             |
| 1982 | Dead Men Don't Wear Plaid                | Dr. John Hay Forrest   |             |
| 1980 | Altered States                           | Dr. Wissenschaft       |             |
| 1976 | Nickelodeon                              | Reginald Kingsley      |             |
| 1975 | Trilogy of Terror                        | Dr. Chester Ramsey     |             |
| 1969 | Marooned                                 | Mission Director       |             |
| 1963 | PT 109                                   | PT boat base commander |             |